# Zona arqueológica de Chiapa de Corzo
Napiniacá (del chiapaneco napijuá 'pueblo', yaka 'grande', 'Pueblo grande') es el nombre que tuvo en el período posclásico el asentamiento precolombino que hoy constituye la zona arqueológica de Chiapa de Corzo. Se ubica al oriente de la actual ciudad de Chiapa de Corzo, en el centro del estado de Chiapas (México). 
El lugar tiene una historia de ocupación humana muy antigua, que se remonta a los tiempos de la cultura olmeca. Debido a su posición estratégica, la zona fue disputada por los zoques (pobladores originales) y los pueblos mayenses, asentados en los altos. Los edificios que se pueden admirar en la actualidad fueron construidos por los zoques, que fueron expulsados del lugar alrededor del año 1350 por los chiapanecas, de filiación otomangue. 
En  la zona arqueológica de Chiapa, el visitante puede apreciar los Montículos 1, 5 y 7, que fueron explorados en los años de 1950 y que, en 2009, el INAH  acondicionó para la visita pública y reinaugurado por el Presidente Felipe Calderón.
La Zona arqueológica Chiapa de Corzo es considerada como uno de los sitios arqueológicos más importantes de la región central de Chiapas. En sus inicios estaba constituido por unas 200 estructuras, dispuestas alrededor de patios o plazas, sin mostrar una disposición de conjunto. En la actualidad, el sitio tiene una extensión aproximada de 1200 metros de norte a sur y unos 1800 metros de oriente a poniente. El núcleo principal se localiza al suroeste y se constituye por una serie de plataformas que forman una plaza más o menos cuadrada, alrededor de la cual se levantan los edificios principales.
Esta zona arqueológica se encuentra en la de la ciudad de Chiapa de Corzo y dispone de los servicios de Información turística, seguridad y sanitarios.
En mayo del 2010 un equipo de científicos descubrió dentro de una pirámide una tumba de dignatario que podría ser la más antigua de su tipo en toda Mesoamérica. Los estudios preliminares de la excavación revelan que los entierros tienen una antigüedad aproximada de 2700 años.

## Cronología

### Preclásico Medio (850-450 antes de Cristo)
Chiapa de Corzo se transforma en el centro ceremonial más grande de la región, el incremento de población se manifiesta con la presencia de numerosas plataformas y terrazas con núcleos de tierra y revestidas de piedra, así como por complejos de cuartos rectangulares con cimientos de cantos rodados. Su favorable situación geográfica, a orillas del río Grijalva, le permitió el control de la navegación y el de uno de los caminos que conducían a tierras altas. Son múltiples las evidencias de contactos foráneos, las figurillas modeladas a mano con los ojos perforados dan cuenta del contacto con los olmecas de La Venta; los incensarios de tres picos sugieren, por otro lado, vínculos religiosos con las tierras altas de Guatemala, y hacia el fin del periodo nuevos tipos cerámicos, como las vasijas monocromas bien pulidas de color café, rojo, negro y blanco, vasijas de boca arriñonada y sellos cilíndricos y planos entre otros, atestiguan la intensificación de contactos con el Sur y el Oriente.

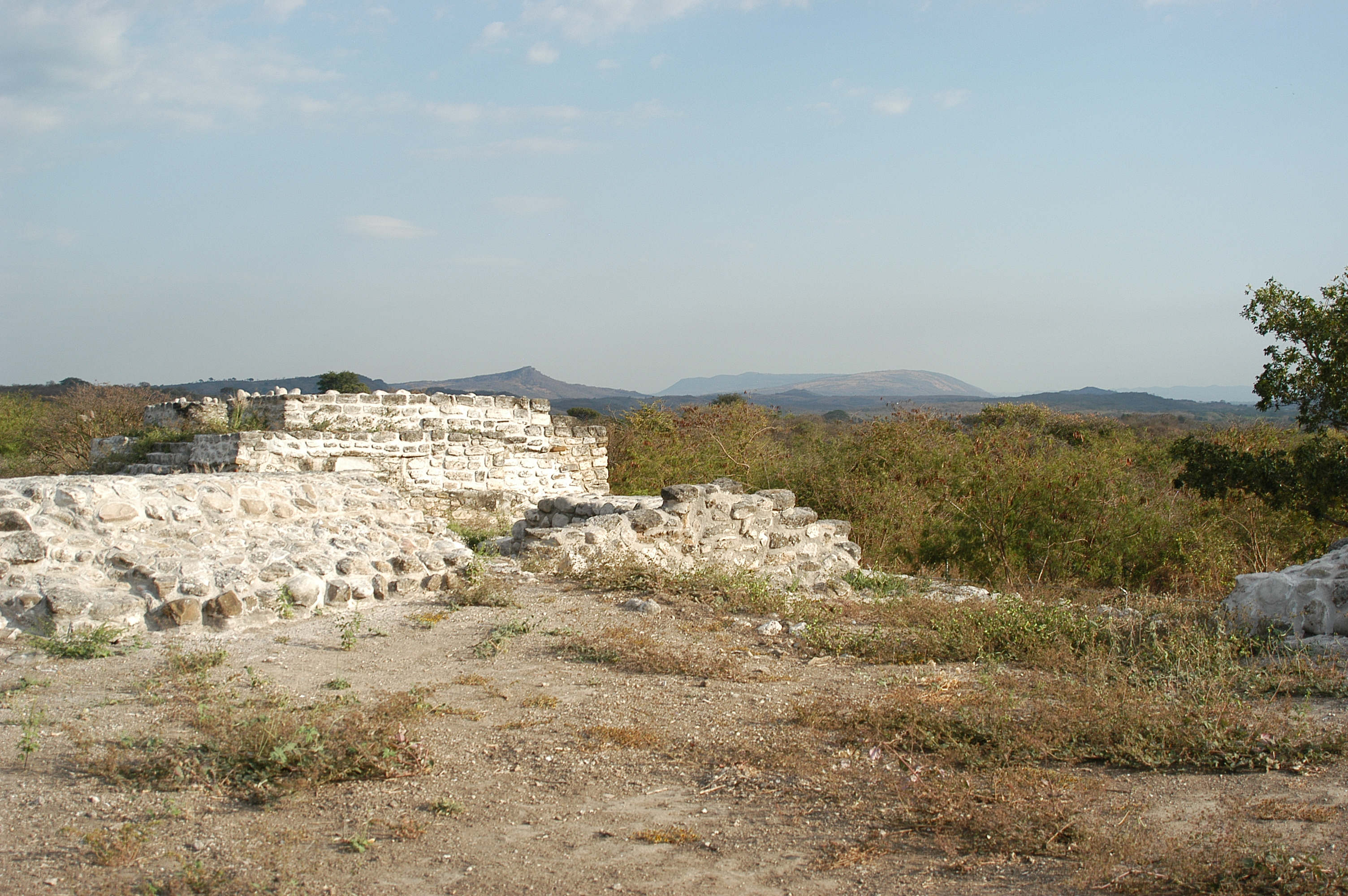
Montículo ceremonial recién descubierto en Chiapa de Corzo.

### Preclásico Tardío (450 antes de Cristo-250 después de Cristo)
Se ampliaron los intercambios culturales con los actuales estados de Tabasco, Veracruz y Oaxaca y es probable que tuvieran relaciones con Campeche, Yucatán y el área de El Petén. Asimismo se manifestó un gran desarrollo cultural, se agrandaron las plataformas del periodo anterior y en la construcción de edificios con piedra caliza careada se hizo extensivo el uso de herramientas sobre cantos rodados para la fabricación de bloques de piedra; se introdujeron pisos y tumbas de estuco y se hace más complejo y variado el conjunto de artefactos de piedra, concha y cerámica, siendo característica la existencia de vasijas con el borde divergente y con acanaladuras sobre él. Al finalizar el periodo se encontraron vasijas Usulután provenientes de El Salvador y de Guatemala. Dentro de la escultura destaca el hallazgo de un fragmento de estela con numeración de barras y puntos que señalan la fecha más antigua hasta ahora encontrada en la serie inicial maya o "cuenta larga" (36 años antes de Cristo). Los entierros frecuentemente se encuentran en posición extendida con una vasija sobre la cabeza como ofrenda, así como con otros objetos depositados entre los que sobresalen dos fémures que están decorados con tallas en relieve hondo y detalles incisos, identificándose en el diseño el estilo olmeca.

### Clásico Temprano (250-550)
Se distingue en Chiapa de Corzo una nueva tradición cultural ahora relacionada con el occidente de Chiapas (región Juchitán-Tehuantepec). En la arquitectura se construyen pirámides escalonadas con templos dobles en la parte superior y las plataformas del periodo anterior son agrandadas hasta alcanzar el máximo desarrollo conocido de la antigua ciudad.

### Clásico Medio (550-700)
El sitio fue perdiendo gradualmente su importancia económica, política y religiosa; cedió poder a otros centros ceremoniales hasta quedar completamente abandonada. La presencia teotihuacana en el área se ha visto como una de las posibles causas de que se interrumpiera la ocupación en este centro.

### Ocupación de los Chiapas
Posteriormente aproximadamente hacia el año 1350, llegarían, los chiapanecas, quienes se establecieron en el lugar que hoy ocupa el centro arqueológico de Chiapa de Corzo. De este pueblo, poco se sabe de su historia prehispánica, pero se especula que bien pudieron haber migrado del oriente de Costa Rica, hacia el norte; esto por su relación con los mangues.
Una hipótesis local dice que la tribu guerrera de los chiapanecas (soctones), guiados por el viejo cacique Nandalumí, procedentes de Nicoya, Nicaragua. Fundaron el pueblo de Nandiumé. Desde ahí comenzaron a someter a los pueblos zoques, tsotsiles, tseltales y mames, para convertirlos en tributarios. Posteriormente en 1486 comienzan los intentos infructuosos de los aztecas por someter a los chiapas y los aztecas nombran Teochiapan al pueblo de Nandiumé y chiapas a la etnia soctona. Bernal Díaz del Castillo asegura que al no poder vencer los chiapas a su enemigo invasor, los españoles y los indios que los apoyaron, prefirieron morir arrojándose del peñón de Tepetchia en lo alto del Cañón del Sumidero.

## Montículos

### Montículo 1
La plaza de Chiapa de Corzo se encuentra limitada en sus lado sur por los montículos 1 y 4. El montículo número uno ha sido explorado y está abierto al público: se trata de una estructura piramidal de un cuerpo en talud con una escalinata en el lado norte flanqueada por anchas alfardas dobles. Tiene 30 metros de largo, 15 metros de ancho y unos seis metros de altura. En la parte superior quedan restos de los muros de un templo que estaba conformado por un pórtico, un recinto central y dos laterales. La estructura pertenece a tres periodos culturales que comprenden unos 400 años aproximadamente. En el Preclásico Medio se utilizó el adobe como material de construcción. Para el Preclásico Tardío se introdujo el uso de piedra caliza cortada y se adoptó una planta en forma de "T" con una escalinata al frente y dos laterales que permitía el acceso por la parte posterior del edificio. A finales del Preclásico Tardío se destruye la estructura a causa del fuego y más tarde se inicia la construcción de un edificio mayor que cubriría los anteriores, continuándose el proceso de superposición hasta el Clásico Medio.

### Montículo 5
Al Poniente, la plaza está delimitada por los Montículos 5, 6 y 7. El montículo 5 que se encuentra actualmente abierto al público es una estructura de forma rectangular con una superficie de 40 metros cuadrados. Su altura es de cuatro metros y como la mayoría de las edificaciones del sitio tuvo varias etapas constructivas, de las cuales la más importante corresponde a la del periodo Protoclásico. Esta estructura, aparentemente con función residencial, se erigió sobre una plataforma a dos niveles; contaba con varios accesos, amplias puertas flanqueadas por pilares, terrazas interiores a distintos niveles, diversos patios asociados y numerosos cuartos auxiliares. A pesar de no ser una construcción de grandes dimensiones sí es de gran complejidad.

### Montículo 73

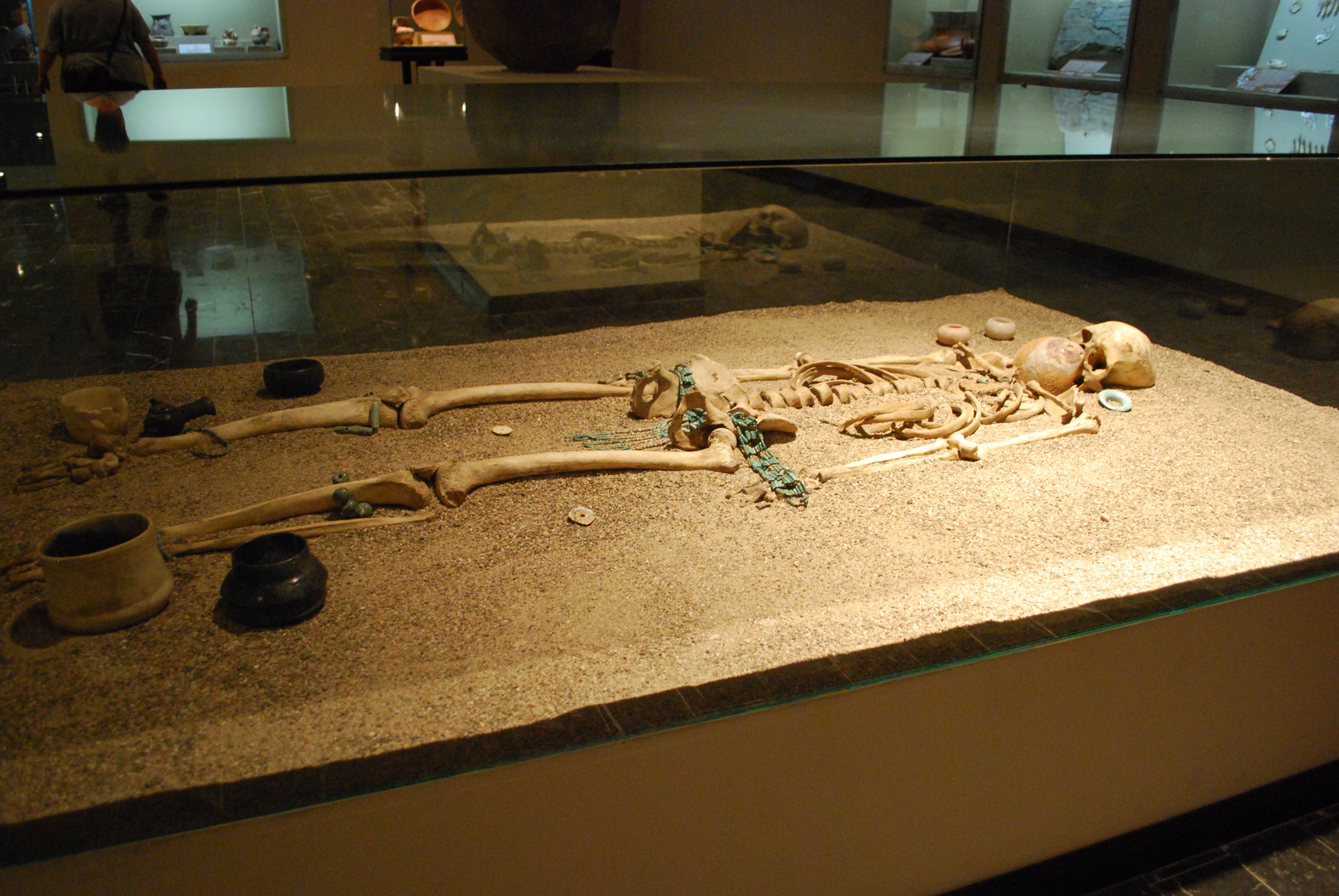
Entierro funerario encontrado en Chiapa de Corzo, actualmente en el Museo Regional de Antropología e Historia.

Los sectores sureste y noroeste del sitio están constituidos por montículos más pequeños y dispersos; en el primer sector citado se localiza el Montículo 73 que corresponde a una plataforma de un cuerpo vertical con acceso mediante una corta escalinata, la parte superior de la estructura no presenta templo; está cubierta simplemente con un piso de estuco.

### Montículo 32
En el sector noroeste se localiza el Montículo 32; es una estructura piramidal de un cuerpo en talud con una escalinata en el lado norte flanqueada por anchas alfardas dobles. Tiene planta cuadrangular con un rectángulo menor adosado en la parte posterior, en las esquinas que se forman tiene escaleras remetidas en el cuerpo del edificio. En la parte superior quedan restos de los muros del templo superior que estuvo formado por un recinto central y dos laterales. En este edificio es posible observar una tumba que muestra los restos óseos y las ofrendas ahí encontradas.

### Montículo 26
Durante la investigación del Montículo 26 se identificaron tres etapas constructivas; en la más antigua (preclásico tardío) se localizaron varias secciones de plataformas construidas con muros de piedra bola amarradas con lodo. La segunda etapa cubre totalmente las estructuras anteriores y fue la época de mayor auge constructivo. Sobre dos terrazas erigidas a distinta altura desplantan dos plataformas una de ellas con un pórtico; la fachada está revestida con bloques de piedra caliza tallados en forma rectangular formando muros verticales. En la última etapa del edificio los constructores utilizaron las plataformas de la fase anterior añadiendo una escalinata con alfardas que dan al oriente y a un baño de vapor. En esta etapa el edificio alcanza unas dimensiones de 27 metros de largo por 24 metros de ancho y una altura de dos metros. Una de las principales funciones de estas plataformas fue la de servir como lugar de enterramiento.